# Eurillas latirostris
El bulbul sibá (Eurillas latirostris) es una especie de ave paseriforme de la familia Pycnonotidae propia de África central y occidental, que llega hasta el noreste de la región de los Grandes Lagos.

## Taxonomía
El bulbul piquicurvo fue descrito científicamente en 1859 en el género Andropadus. En 2007 fue trasladado al género Eurillas.
Se reconocen tres subespecies:
- E. l. australis - (Moreau, 1941): localizada en la meseta Ufipa (Tanzania);
- E. l. congener - (Reichenow, 1897): se encuentra desde Senegal al suroeste de Nigeria;
- E. l. latirostris - (Strickland, 1844): la subespecie nominal que se extiende por África central, desde el sureste de Nigeria a Sudán del Sur, alcanzando África oriental ocupando Kenia occidental y el oeste de Tanzania; y llegando por el sur al interior meridional de la República Democrática del Congo y el norte de Angola.